# سوزانا سابليرولسز

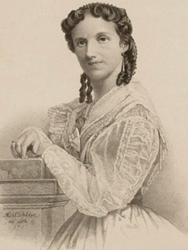
سوزانا سابليرولسز

سوزانا سابليرولسز (بالهولندية: Suzanna Sablairolles)‏ (13 يناير 1829 - 13 يناير 1867)  كانت ممثلة مسرحية هولندية. كانت نشطة في المسرح في لاهاي بين عامي 1839-1853، وفي أمستردام بين عامي 1853-1857 وأيضا عامي 1859-1867 في روتردام في 1857-1859.

## وفاتها
توفيت في نفس يوم ميلادها أثناء ولادتها لطفلها عن عمر يناهز 38 سنة ولقد غطت وسائل الإعلام المختلفة وفاتها.